# Аббад II (емір Севільї)

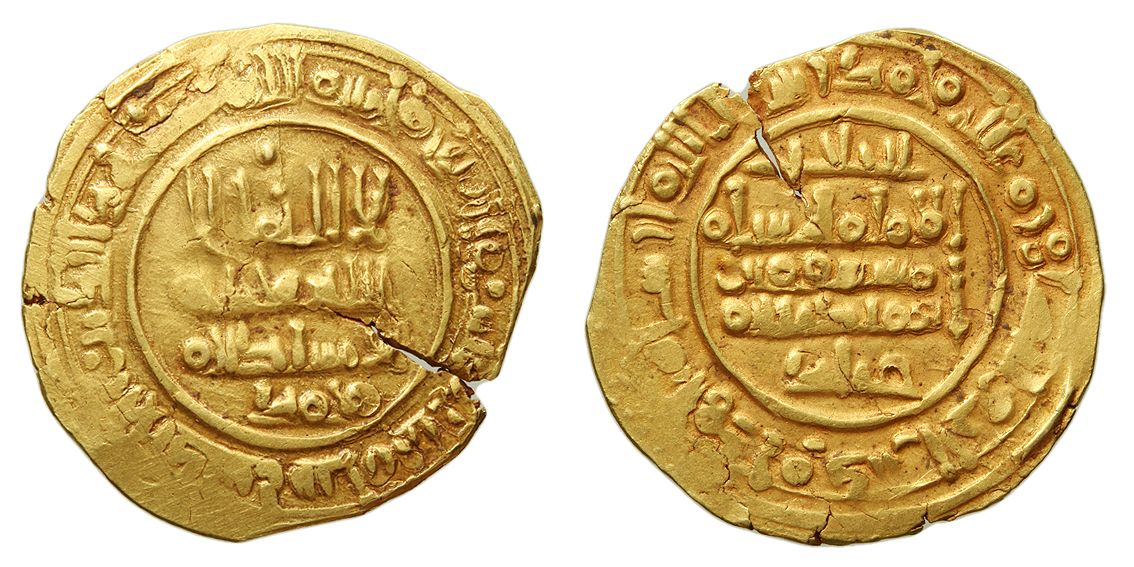

Абу Амр Аббад II аль-Мутадид (араб. المعتضد بالله أبو عمرو عبَّاد; бл. 1016 — 28 лютого 1069) — 2-й емір Севільської тайфи в 1042—1069 роках. Почесне ім'я аль-Мутадид перекладається як «Одержувач допомоги [від Аллаха]».

## Життєпис
Походив з династії Аббадитів. Син Аббада I, еміра Севільської тайфи. Народився 1016 року в Севільї. Вже замолоду брав участь у державних справах та палацових інтригах. 1042 року після смерті батька посів трон Севільї.
Продовжив політику попередника з розширення володінь. 1044 року завдав поразки Ібн Тайфуру, еміру Мертоли, остаточно приєднавши його володіння до своїх 1045 року. Того ж року вступив у протиборство з Абу Бекром, еміром Бадахосу, який намагався не допустити захоплення севільськими військами тайфи Ньєбла.
Водночас дотримувався мирних стосунків з Фернандо I, королем Кастилії і Леону, дозволивши перенести з Севільї до Леона рештки святого Ісидора.
1050 року почалася нова війна з Бадахоською тайфою. Спочатку вона була успішною для еміра Севільї, але у вирішальній битві біля Ньєбли його війська зазнали тяжкої поразки. Втім невдовзі Мухаммад аль-Яхшибі, емір Ньєбли, перейшов на бік Аббада II, чим спричинив напад Абу Бекра на володіння Ньєбли. 1051 року Аббад II завдав поразки бадахосцям. Того ж року захопив Умбську тайфу. Трохи згодом у битві біля Евори севільське військо завдало поразки кармоно-бадахоській коаліції. Було здійснено спробу захопити Бадахос, проте невдало. Також у справу втрутився Мухаммад ар-Рашид, емір Кордови, який сприяв укладанню миру між ворогами.
У 1052 році в союзі з Рондською тайфою виступив проти Бадіса, еміра Гранади, війна з яким тривала до 1054 року. У 1053 році запросив з півдня до свого палацу в Севільї кількох берберських вождів, яких наказав задушити в паровій лазні, попередньо запечатавши всі отвори в ній. Того ж року захопив тайфу Ньєбла та встановив зверхність над Моронською тайфою. Розкрив змову сина Ісмаїла, якого власноруч задушив.
1055 року захопив Альхесіраську тайфу. У 1057 році через збільшення податків та жорстокість еміра в Севільї вибухнуло повстання, яке зі значними зусиллями було придушено.
1063 року зазнав поразки від короля Фернандо I, який підійшов до Севільї. Тому Аббад II мусив визнати його зверхність та зобов'язався сплачувати данину. Але того ж року захопив Сілбську тайфу. У 1065 році підкорив Рондську тайфу, 1066—1067 роках — Кармонську і Моронську тайфи. Водночас вів запеклі війни з гранадською тайфою за володіння Малагою. Аббад II не домігся бажаного, лише приєднав до своїх володінь місто Хаєн.
1069 року захопив Аркоську тайфу. Помер того ж року. Трон успадкував син Аль-Мутамід.

## Характер
Відомий надзвичайною жорстокістю до своїх ворогів. Не виконував обіцянок і угод, зраджував союзникам, часто використовував отруту.
Під час проведення військових кампаній спирався на своїх полководців, а сам керував напрямками походів, перебуваючи в палаці Алькасар.